# Île Dart
L'île Dart est une île située près de la côte sud-est de la Tasmanie en Australie. L'île est située dans la baie de Norfolk, au large de la péninsule de Tasman.
L'île Dart est classée comme réserve d'État.

## Faune et flore
L'île Dart est peuplé de mimosa à bois noir, d'allocasuarinas et d'eucalyptus. Les lapins sont présents et causent des dommages à la végétation.